# August Karl von Goeben
August Karl von Goeben (hay còn viết là Göben) (1816-1880) là một tướng lĩnh trong quân đội Đế quốc Đức, người có nguồn gốc từ xứ Hanover. Ông được nhìn nhận là một trong những viên tướng tài năng nhất của Đế quốc Đức, về cả lý thuyết và thực tiễn.
Khoảng từ năm 1848, với tư cách là một sĩ quan tham mưu, Goeben đã bắt đầu tình bạn lâu dài với Helmuth von Moltke Lớn – Tổng tham mưu trưởng quân đội Phổ và Đế quốc Đức trong tương lại. Trên cương vị là một tư lệnh trong lực lượng bộ binh Phổ, ông đã đóng góp đến nhiều thắng lợi vang dội của quân đội Phổ trong cuộc Chiến tranh Schleswig lần thứ hai năm 1864, Chiến tranh Áo-Phổ năm 1866 và cuộc Chiến tranh Pháp-Phổ các năm 1870 – 1871.
Ông đã được ban tặng Đại Thập tự của Huân chương Thập tự Sắt vì những cống hiến của mình đối với quân đội Đức trong cuộc Chiến tranh Pháp-Phổ.

## Đầu đời
Ông sinh ngày 10 tháng 12 năm 1816, tại Stade, cách Hamburg 30 km về phía tây tại Vương quốc Hanover. Cha của ông là một đại úy hưởng nửa lương đã nghỉ hưu, về sau được phong hàm Thiếu tá danh dự. Năm 10 tuổi, Goeben được gửi đến trường trung học Celle, khi ấy được xem là một trong những trung tâm giáo dục tốt nhất ở Đức. Trong thời gian học tập tại đây, ông đã định hướng đến một sự nghiệp quân sự trong tương lai. Thay vì tham gia quân đội Hanover, ông đã dành những năm đầu đời của mình cho việc phục vụ trong quân đội Phổ: chàng trai trẻ Goeben gia nhập quân ngũ Phổ vào tháng 10 năm 1833. Ông tham gia trong Trung đoàn Bộ binh số 14 (Ngự lâm quân), khi đó đóng quân tại Neruppin. Khoảng 12 tháng sau đó, ông đã trở thành người cầm cờ của đơn vị, vào ngày 15 tháng 2 năm 1835, ông được phong hàm Trung tá. Goeben là một người lính năng động và ông mong ước binh nghiệp của mình khởi đầu với một cơ hội cho ông được áp dụng vốn kiến thức quân sự của ông trong chiến tranh thực tế. Tuy nhiên, do nước Phổ lúc bấy giờ đang ở trong một kỷ nguyên hòa bình lâu dài, khát vọng của ông là không thể trở thành hiện thực. Vì vậy, Goeben đã quyết định từ bỏ quân đội Phổ, và mang thanh kiếm của mình đến Tây Ban Nha, nơi đang diễn ra cuộc Chiến tranh Carlos lần thứ nhất vào năm 1836.
Nhận thấy rằng trong hai người đang đánh nhau giành ngai vàng Tây Ban Nha là Don Carlos và Maria Cristina (trên danh nghĩa con gái bà ta là Isabel II), Don Carlos hợp pháp hơn, Goeben đã quyết định đầu quân cho ông này. Vì khả năng của mình, viên sĩ quan trẻ tuổi đã được đón nhận nồng hậu tại đại bản doanh của Don Carlos. Trong năm đầu tiên phục vụ dưới ngọn cờ của Don Carlos, ông làm thiếu úy, và đã chiến đấu tốt trong một trận đánh. Sang năm 1837, ông đã tham gia trong nhiều trận đánh ở Tây Ban Nha. Vào năm 1838, ông cũng tham chiến trong cuộc viễn chinh đến Castilla với tư cách là đại úy, và bị thương nặng tại Sotoca. Đến năm 1839, ông ban đầu phục vụ trong lực lượng công binh, nhưng sau được chuyển sáng bộ binh. Trong nhiều cuộc giao chiến, ông đã thể hiện khả năng của mình. Đến năm 1840, thiếu tá Goeben lại bị thương nặng tại trận Teruel. Giờ đây, ông được phong làm thiếu tá trong quân đoàn công binh, và việc thăng cấp này cho thấy sự nghiệp quân sự đầy hứa hẹn của ông tại Tây Ban Nha đã đến hồi kết. Mặc dù vậy, ông vẫn trung kiên với Don Carlos cho đến khi ông này bỏ cuộc trong tuyệt vọng, buộc Goeben phải từ bỏ ông ta và Tây Ban Nha. Trong suốt cuộc chiến, người sĩ quan gốc Đức đã bị thương nặng hai lần và bị thương nhẹ ba lần. Ông cũng đã bị quân đội của Maria Cristina bắt làm tù binh hai lần, lần thứ nhất ông ở tù 8 tháng trước khi trốn thoát, và trong lần thứ hai thì ông ở tù trong một thời gian lâu dài và khắc nghiệt. Năm 1840, ông lên đường trở về Phổ với bộ dạng chẳng khác gì một người ăn mày không có lấy một miếng ăn. Ông phải đi lang thang trên đất Pháp, trong một chuyến hành trình vô cũng gian khổ. Tuy nhiên, ông đã vượt qua mọi khó khăn, và về được đến nhà cha mình vào tháng 9 năm 1840. Năm sau, ông ghi lại về cuộc chiến đấu ở Tây Ban Nha trong cuốn "Bốn năm ở Tây Ban Nha", gây nên một số sự quan tâm trong giới quân sự và chính trị.

## Con đường thăng tiến
Viên thiếu tá của quân đội Carlos trở nên phấn khởi vì được tái nhập ngũ trong quân lực Phổ, và dĩ nhiên, con đường thăng tiến của ông phải quay trở lại từ đầu. Vào ngày 26 tháng 2 năm 1842, ông được cử một chức vụ trong Trung đoàn Bộ binh số 8, nhưng ngay lập tức được lệnh gia nhập Bộ Tổng tham mưu. Thanh danh mà ông đã tạo nên cho mình, sự hiểu biết sâu rộng của ông về khoa học quân sự cùng với trải nghiệm thực tế của ông đã tạo điều kiện cho ông được thăng tiến nhanh chóng, thay vì phải đứng chung hàng ngũ của những sĩ quan trẻ thông thường và không có tầm ảnh hưởng trong quân lực. Chỉ trong vòng 3 năm, ông đã được thăng cấp từ thiếu úy đến đại úy. Đến năm 1848, ông được đưa tới đại bản doanh của Quân đoàn IV tại Magdeburg, trong đó thiếu tá Moltke là viên sĩ quan cao hơn ông một cấp. Hai người nhanh chóng trở thành một đôi bạn gắn bó với nhau, và tình bạn của họ không bao giờ bị tổn hại. Ông cũng đã từng tham gia trong sư đoàn Hanneken, với nhiệm vụ dập tắt cuộc nổi dậy tại Westfalen. Sau đó, trong cuộc nổi dậy tại Baden, Goeben đã thể hiện tài năng của mình khi phục vụ trong ban tham mưu của Hoàng tử Wilhelm (sau này là Hoàng đế Đức). Ông tham gia các trận giao tranh tại Ludwigshafen, Waghausel, Ubstadt, Bruchsal, Durlach, Kuppenheini, và Eastatt. Cũng như những sĩ quan thông thường của Phổ, trong vòng vài năm sau, có khi ông thực hiện trách nhiệm trong ban tham mưu, có khi trong trung đoàn, cho đến năm 1863 ông được phong hàm Thiếu tướng, chỉ huy Lữ đoàn Bộ binh số 26.
Cũng cần lưu ý rằng, vào năm 1860, được phong hàm đại tá, ông và một số sĩ quan khác của Phổ được gửi đến tham gia các chiến dịch của quân đội Tây Ban Nha tại Maroc. Ở đây, ông đã gặp nhiều địch thủ cũ của mình trong cuộc Chiến tranh Carlos lần thứ nhất. Goeben ở lại với quân đội Tây Ban Nha trong suốt chiến dịch năm 1860, và có mặt trong trận Tetuan.

## Ba cuộc chiến tranh thống nhất nước Đức
Trong cuộc Chiến tranh Schleswig lần thứ hai chống Đan Mạch năm 1864 – cuộc chiến đầu tiên trong quá trình thống nhất nước Đức, Goeben đã chỉ huy lữ đoàn của mình ở phía trước Dybbøl, và tham gia trong trận đột chiếm Dybbøl. Ngoài ra, lữ đoàn của ông cũng góp phần vượt biển tới đảo Als và đánh chiếm đảo này. Trong tất cả các trận đánh với quân Đan Mạch, ông đã thể hiện tài thao lược của mình và nhờ đó ông được trao tặng Huân chương Quân công (Pour le Mérite) của Vương quốc Phổ, cùng với nhiều huân chương khác của Phổ, Đức và Áo.
Ông cũng được thăng làm tư lệnh của Sư đoàn số 10, và không bao lâu sau ông được chuyển sang chỉ huy Sư đoàn số 13 vào tháng 10 năm 1865, với cấp bậc Trung tướng. Lữ đoàn bộ binh do ông chỉ huy trước đó là một phần thuộc Sư đoàn này. Điều đáng chú ý là trong khi những tướng lĩnh có tên tuổi khác của Phổ như Vogel von Falckenstein, Herwarth von Bittenfeld và Karl Friedrich von Steinmetz phải trải qua 47 năm trước khi được phong hàm Trung tướng, Goeben chỉ leo lên được chức vụ này sau 23 năm. Đến cả viên tướng được ưa chuộng Edwin von Manteuffel cũng chỉ trở thành Trung tướng sau gần 35 năm phục vụ trong quân ngũ. Ông đã tham chiến trong cuộc Chiến tranh Áo-Phổ năm 1866, và trên cương vị là chỉ huy của Sư đoàn số 13, Goeben một lần nữa chứng tỏ năng lực của mình như là một chỉ huy quân sự kỳ cựu cũng như là một nhà chiến thuật điêu luyện. Ban đầu, ông tham gia chiến dịch tại Hanover, và sau đó ông đã trở thành viên tướng dưới quyền đắc lực nhất của Vogel von Falckenstein – Tổng tư lệnh Tập đoàn quân Main trong chiến dịch trên con sông cùng tên. Tướng Falckenstein thấu hiểu cách tận dụng đầy đủ tài dụng binh của Goeben. Goeben đã dẫn đầu các lực lượng của mình trong các trận thắng tại Dermbach, Kissingen, Laufach, Aschaffenburg, Werbach, Gerchsheim, Tauberbischofsheim và Würzburg.
Vào năm 1870, cuộc Chiến tranh Pháp-Phổ, Goeben được thăng cấp thành Thượng tướng Bộ binh, và cuộc tổng động viên trong năm đó đã đặt ông vào vai trò Tướng tư lệnh Quân đoàn XIII (Rheinland), một trong 3 quân đoàn của Tập đoàn quân số 1 dưới quyền tổng chỉ huy của tướng Steinmetz. Sự chỉ huy năng động và quyết đoán của Goeben đã góp một phần lớn đến chiến thắng của quân đội Phổ trong trận Spicheren vào ngày 6 tháng 8.. Vào ngày 16 tháng 8 năm 1870, viên tướng này cũng đóng một vai trò quan trọng trong trận Mars-la-Tour. Ngoài ra, ông đã mang lại cho quân cánh phải Phổ những thành công duy nhất của họ trong trận Gravelotte vào ngày 18 tháng 8 năm 1870. Sau trận chiến khốc liệt này, Quân đoàn VIII đã được thuyên chuyển sang Tập đoàn quân số 2 dưới quyền của Thân vương Friedrich Karl, tham gia vây hãm Tập đoàn quân Rhine chủ lực của Đế chế Pháp tại Metz từ ngày 19 tháng 8 cho đến ngày 26 tháng 10 năm 1870. Sau khi Metz thất thủ và Tập đoàn quân Rhine đầu hàng, Quân đoàn VIII một lần nữa thuộc về Tập đoàn quân số 1, vốn đã được tái cấu trúc dưới quyền chỉ huy của tướng Manteuffel. Tập đoàn quân số 1 được đưa đến miền bắc nước Pháp để theo dõi các hoạt động của Tập đoàn quân phương Bắc mới được thành lập của Pháp do viên tướng tài năng Louis Faidherbe chỉ đạo. Trong các trận đánh ở Amiens, Hallue và Bapaume, 3 sư đoàn của tập đoàn quân Manteuffel đã đánh thắng đối phương, giữa lúc toàn bộ Quân đoàn VII được để lại ở Metz. Trong 3 sư đoàn đã nêu, Goeben chỉ huy 2 sư đoàn và điều này cho thấy vai trò nổi bật của ông trong các trận thắng quân Pháp.
Vào ngày 8 tháng 1 năm 1871, Tướng Manteuffel, sau khi được bổ nhiệm làm Tổng tư lệnh của Tập đoàn quân phương Nam mới được thành lập, với dự kiến cứu viện cho tướng Werder, đã trao quyền chỉ huy Tập đoàn quân số 1 cho Tướng Goben. Chỉ sau 10 ngày chỉ huy tập đoàn quân, Goeben đã dứt điểm cuộc chiến tranh ở miền Bắc Pháp với đại thắng của người Đức, bằng thắng lợi quyết định tại trận St. Quentin từ ngày 18 cho đến ngày 19 tháng 1 năm 1871. Trận chiến đã mang lại thiệt hại rất lớn cho Tập đoàn quân phương Bắc, trong đó 12.000 tù binh không bị thương và 6 khẩu pháo đã rơi vào tay quân đội Đức. Với thảm bại này, Tập đoàn quân phương Bắc, lực lượng cuối cùng của Pháp có hy vọng giải vây cho thủ đô Paris thật sự đã bị xóa sổ. Thắng lợi của Goeben tại St. Quentin được xem là một trong những chiến công hiển hách nhất của phía Đức trong suốt cuộc chiến tranh. Với sự kết thúc của Chiến tranh Pháp-Phổ, ông được nhìn nhận là một trong những người tài giỏi nhất trong đoàn quân chiến thắng. Vào tháng 1 năm 1871, Goeben được nhận Đại Thập tự của Huân chương Thập tự Sắt cùng với nhiều huân chương khác. Ông là một Đại tá trong Trung đoàn Bộ binh số 28, và chỉ huy Quân đoàn VIII tại Coblenz cho đến khi tạ thế.
Ông qua đời vào ngày 13 tháng 11 năm 1880, thọ 64 tuổi.

## Di sản và vinh danh
Pháo đài cũ fort de Queuleu của Pháp tại Metz đã được người Đức đổi thành Goeben theo tên ông, và Trung đoàn Bộ binh số 28 của Đế quốc Đức cũng mang tên của ông. Một bức tượng của viên tướng này cũng được Fritz Schaper tạc tại Coblenz vào năm 1884. Chiến hạm Goeben, một tuần dương thiết giáp thuộc lớp Moltke của Hải quân Đế quốc Đức (Kaiserliche Marine), hạ thủy vào năm 1911, cũng được đặt theo tên ông.

## Các văn kiện
Tướng von Goeben đã viết nhiều văn kiện. Các hồi ký của ông có thể được tìm thấy trong các công trình:
- Vier Jahre in Spanien (Bốn năm ở Tây Ban Nha) (Hanover, 1841),
- Reise-und Lagerbriefe aus Spanien und vom spanischen Heere in Marokko (Hanover, 1863) và
- Darmstadt Allgemeine Militärzeitung.